# Zap (Dakota du Nord)
Pour les articles homonymes, voir Zap.
La ville américaine de Zap est située dans le comté de Mercer, dans l’État du Dakota du Nord. Lors du recensement de 2010, sa population s’élevait à 237 habitants.

## Histoire
Zap a été fondée en 1913 le long d’un embranchement ferroviaire de la Northern Pacific Railway qui prenait son départ à Mandan. L’origine du toponyme est incertaine.

## Démographie
| 1920 | 1930 | 1940 | 1950 | 1960 | 1970 |
| ---- | ---- | ---- | ---- | ---- | ---- |
| 257  | 406  | 574  | 425  | 339  | 271  |

| 1980 | 1990 | 2000 | 2010 | - | - |
| ---- | ---- | ---- | ---- | - | - |
| 511  | 287  | 231  | 237  | - | - |